# Skärgårdsteatern

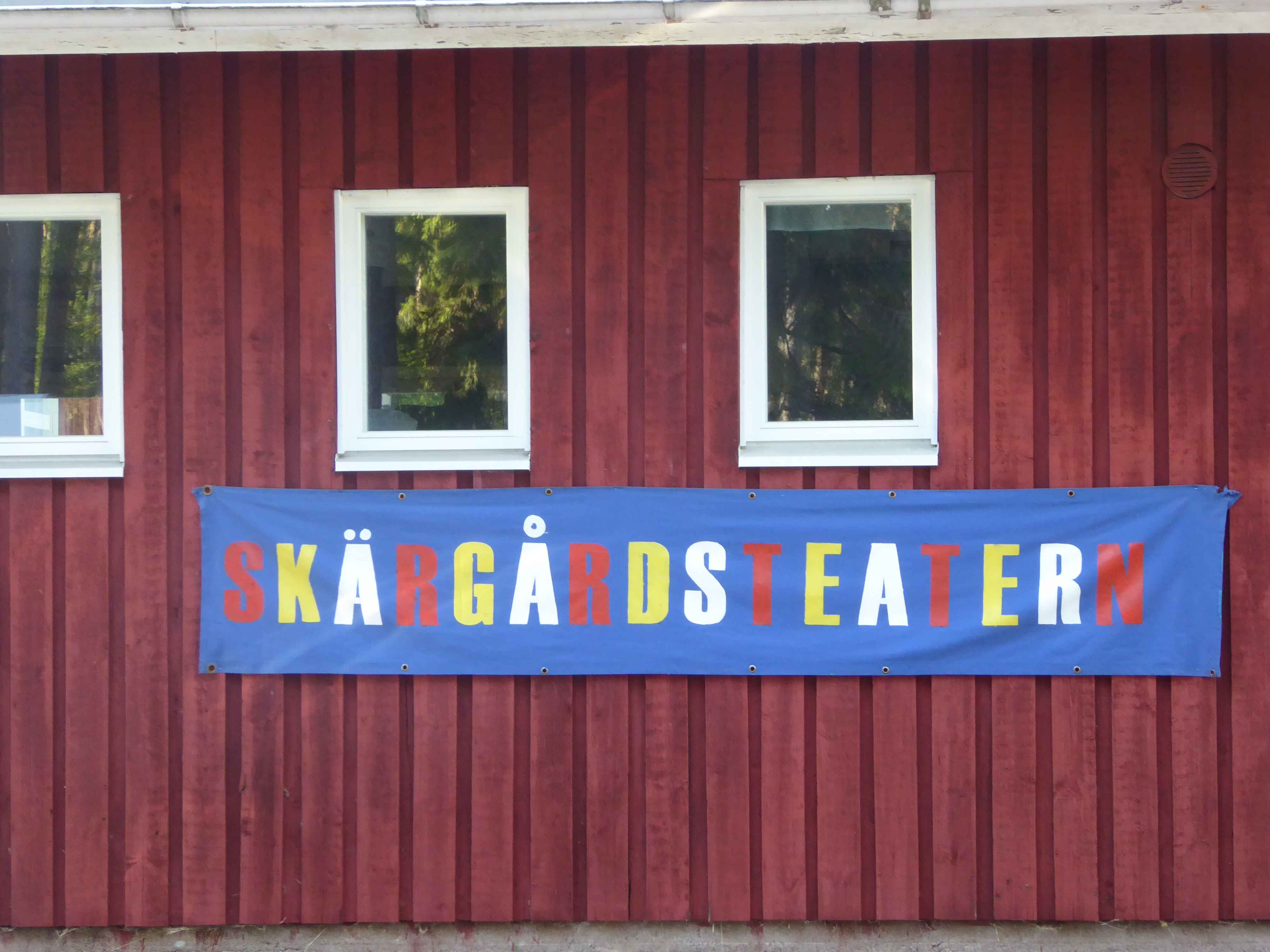
Banner von Skärgårdsteatern in Spjutsund (2021)

Skärgårdsteatern (schwedisch „Schärengartentheater“, Spitzname Skäris) ist ein jährlich im Sommer zu Schiff reisendes finnlandschwedisches Tourneetheater. Es wurde 1968 gegründet und wirkt seit 1969 vor allem im dünn besiedelten und überwiegend schwedischsprachigen Schärenmeer in Finnland. Seit 1995 kooperiert es mit der finnlandschwedischen Schauspiellinie der Theaterakademie Helsinki.
2010 wurde Skärgårdsteatern von der Finnischen Regierung mit dem „Staatspreis für Schauspiel“ (schwedisch Statspriset i scenkonst) ausgezeichnet. Die Kommission hob unter anderem die „kühne und langsichtige Arbeit“ (djärvt och långsiktigt arbete) der Theatermacher hervor.

## Geschichte

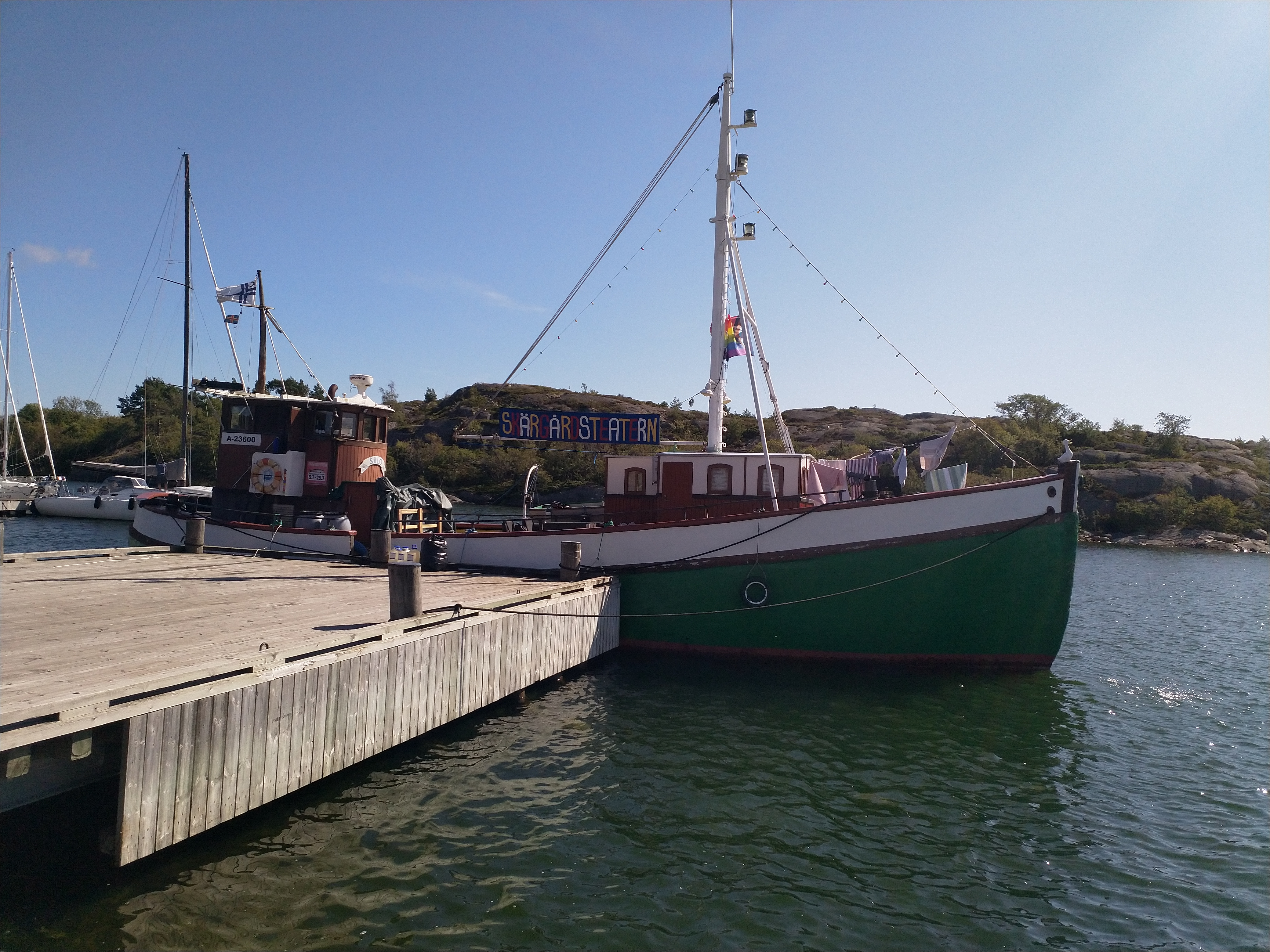
Das Theaterschiff M/S Sälö während der Tournee 2023 im Gästehafen Hellsö auf Kökar/Åland

Die Theatergründer waren junge Schauspieler mit der Motivation in Gegenden zu arbeiten, die normalerweise außerhalb der Reichweite von Theatern liegen, vor allem in den kleinen Siedlungen der Schären. Mit Hilfe der finnlandschwedischen Stiftungen Konstsamfundet und Svenska folkskolans vänner konnte ein Theaterschiff gekauft werden. Das Segelschiff wurde am 17. Juni 1969 von Tove Jansson im Südhafen im zentralen Helsingfors (finnisch Helsinki) auf den Namen Hafsorkestern getauft. 1969 fand mit Molièrs Scapins Streiche (schwedisch Scapinos rackartyg) die allererste Aufführung statt.
1971 musste ein neues Schiff erworben werden, die M/S Fredriksson, und von 1973 bis 1979 gab es eine längere Spielpause. Von 1979 bis zu Beginn der 1990er Jahre wirkten bekannte Schauspieler wie Dick Idman, Seija Metsärinne, Lasse Fagerström, Thomas Backlund, Wasker Lindblom und Matts Stenlund regelmäßig im Theater. Eine neue Ära wurde 1991 eingeleitet, als Dick Idman, jetzt als Professor an der Theaterakademie, und seine Schüler des zweiten Studienjahres begannen sich der Sommeraufführungen von Skärgårdsteatern anzunehmen. Seitdem ist göra Skäris (wörtlich „Skäris machen“, d. h. mit dem Theater im Sommer auf Tournee zu gehen) für die Studenten zu einer Tradition geworden. Weil die Theaterakademie aber nur jedes zweite Jahr neue Studenten aufnimmt, arbeiteten in den Jahren dazwischen jeweils freie Theatergruppen mit den Sommeraufführungen.
Das heutige Theaterschiff ist der Trawler M/S Sälö. Lange Jahre steuerte der Schiffer und Theaterfreund Jarl Andersin Schiff und Theaterensemble auf den jährlichen Tourneen. Andere Schiffer waren Frej Andersin und Thomas Backlund.

## Programm und Organisation
Das Repertoire umfasst eine jährlich wechselnde Aufführung, darunter häufig heitere Komödien oder Possen und Familienstücke. Es handelt sich um ein professionell arbeitendes Ensemble, in dem die Verantwortung für die unterschiedlichen Bereiche, wie Regie, Kostümbild, Schauspiel usw., bei jeweils spezialisierten Mitarbeitern liegt. Während der Tournee leben diese auf dem Schiff. Es werden etwa 15 bis 20 Vorstellungen gegeben, die jeden Sommer von durchschnittlich 2000 Besuchern gesehen werden. Zu den kleineren angesteuerten Orten gehörten zum Beispiel die von etwa 40 Menschen bewohnte Insel Utö sowie die Insel und Gemeinde Sottunga auf Åland mit knapp über 100 Bewohnern.
Die Produktion 2024 (Bellmans Är jag född så vill jag lefva!, aufgeführt zusammen mit Klockriketeatern) wurden zwischen 27. Juni und 29. Juli in den folgenden Orten gespielt: Lovisa, Lill-Pellinge (Borgå), Spjutsund (Sibbo), Bromarv, Söderlångvik (Kimitoön), Nagu, Korpo, Iniö, Lappo, Mariehamn, Föglö, Kökar, Utö, Nötö, Högsåra, Hitis, Barösund und Porkala.
Das Theater wird durch den eingetragenen Verein Skärgårdsteatern rf („Schärengartentheater e.V.“) betrieben. Aktueller (2023) Vereinsvorstand ist Tom Rejström. Neben den Eintrittsgeldern wird der Betrieb des Theaters durch Beiträge von Stiftungen und andere Organisationen finanziert. Der Unterstützerverein Skärgårdsteaterns Väl rf („Wohl des Schärengartentheaters“) wurde 2007 gegründet.

## Produktionen
- 1969 Scapinos rackartyg
- 1970 Kung Ubu
- 1971 Skärgårdssallad
- 1972 Mellan tvenne eldar
- 1973 Intriger och kärlek
- 1979 Sjösonat
- 1980 Läkare mot sin vilja
- 1981 Farbror Fedja, katten och hunden
- 1982 Ett frieri och björnen
- 1983 Faster
- 1984 Mästerkatten i stövlar
- 1986 Systrarna märks
- 1989 Troll i kulisserna
- 1990 Jorden runt på 80 dagar
- 1991 Maratondansen
- 1992 Den kaukasiska kritcirkeln
- 1993 Pappan och havet
- 1994 Prästens familj
- 1995 Den adelstokige borgaren
- 1996 Kung Ubu
- 1997 Den italienska halmhatten
- 1998 Stjärnfall
- 1999 Falska Frierier
- 2000 Jag vill träffa Miossov
- 2001 Don Juan
- 2002 Lilla Prinsen
- 2003 Solsting, eller vem ska fixa morfar
- 2004 Förväxlingskomedin
- 2005 Pinocchio
- 2006 Misantropen
- 2007 Hotel Paradiso
- 2008 Gitarristerna
- 2009 Fylla sex
- 2010 Först föds man ju
- 2011 Alice i Underlandet
- 2012 Nysningen
- 2013 Sjunde Budet: Stjäl lite mindre!
- 2014 I Love You, You´re perfect, Now Change
- 2015 Karlas krambambuli
- 2016 Den nya gudomliga komedin
- 2017 Vi är på läger!
- 2018 Kung UBU
- 2019 Jakob Dunderskägg
- 2021 Trettondagsafton (William Shakespeare, Regie: Oskar Silèn)[9]
- 2022 Den lyckliga ön (nach Marit Törnqvist, Dramaturgie/Regie: Antonia Henn, Astrid Stenberg, Joel Forsbacka, Martin Paul)[10]
- 2023 I lax och lust (Aino Pennanen, Regie: Tom Rejström)[11]
- 2024 Är jag född så vill jag lefva! (Carl Michael Bellman, Regie: Carl Alm)[12][veraltet]